# Huber Kältemaschinenbau
Die Peter Huber Kältemaschinenbau SE mit Sitz im Industriegebiet Elgersweier in Offenburg ist ein deutscher Hersteller von Temperiergeräten für Anwendungen in Forschung und Industrie. Mit den Produkten werden wissenschaftliche Versuchsaufbauten, Laborgeräte oder industrielle Produktionsanlagen über einen Flüssigkeitskreislauf temperiert, dabei können Temperaturen von −125 bis +425 °C realisiert werden.

## Geschichte
Das Unternehmen wurde 1968 von Peter Huber als einer der ersten Meisterbetriebe im Kälteanlagenbauer-Handwerk gegründet. In den Anfängen diente das Wohn- und Geschäftshaus des Unternehmensgründers in Elgersweier als Firmensitz. 1997 zogen Verwaltung, Entwicklung und Produktion in ein neues Firmengebäude im Industriegebiet des Offenburger Ortsteils Elgersweier. Die sogenannte „Tangofabrik“ ist seitdem Hauptsitz des Unternehmens.

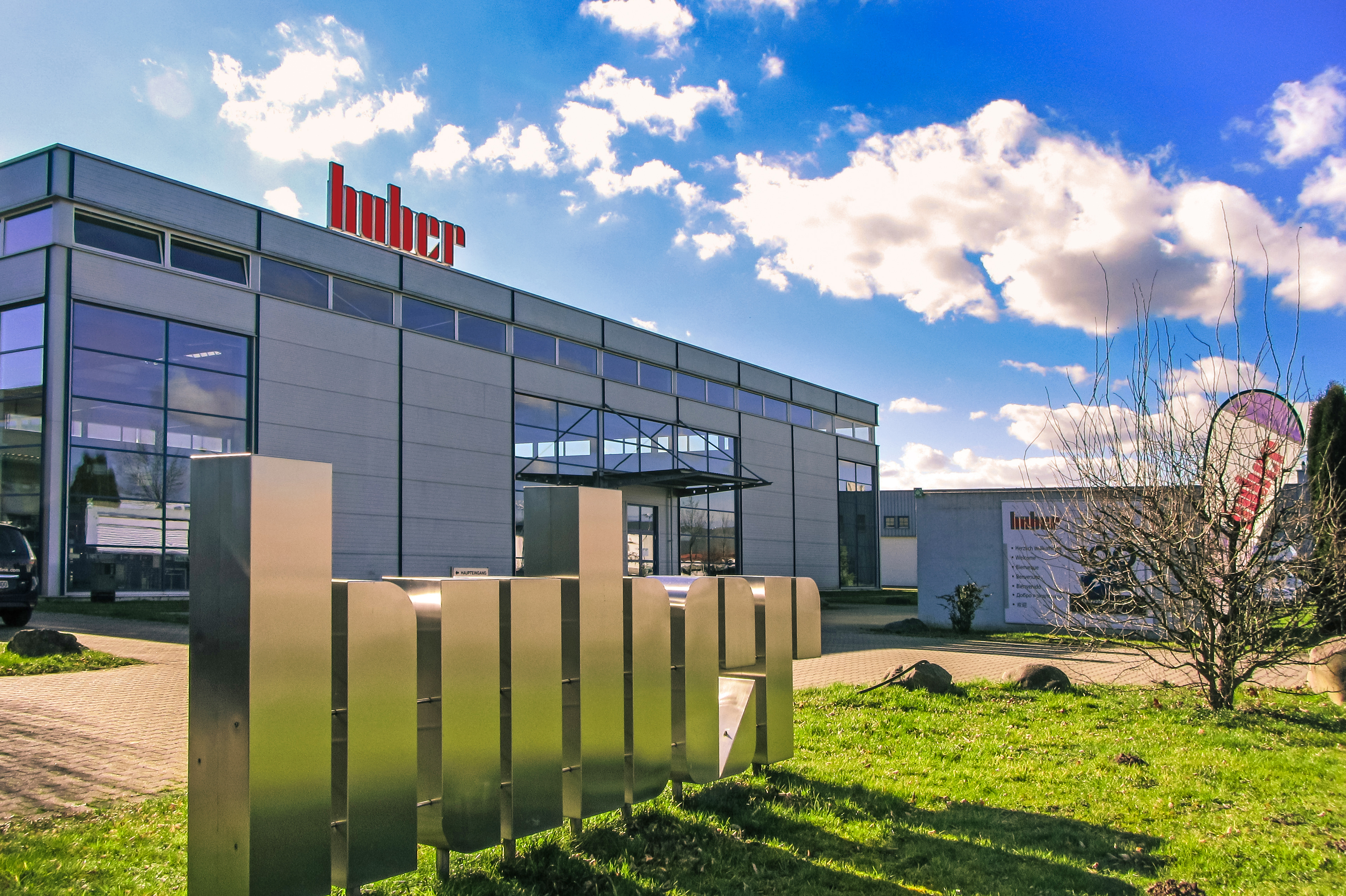
Frontansicht des Firmengebäudes der Peter Huber Kältemaschinenbau AG im Industriegebiet Elgersweier in Offenburg

Der Gründer hatte sich nach seinem Abschluss als Kältemeister auf die Entwicklung und Herstellung von umweltverträglichen Kältemaschinen spezialisiert. 1982 präsentierte Huber erste Kältethermostate (auch Kryostate genannt) mit automatischer Kälteleistungsanpassung und mit wassersparendem Energiemanagement. Im Jahr 1993 folgte die Umstellung auf FCKW-freie Kältemaschinen. Seit 2005 sind die meisten Huber-Produkte mit natürlichen Kältemitteln erhältlich und erfüllen die Vorgaben der globalen Greenhousepolitik (K6 Direktive) der Hoffmann-La Roche AG.

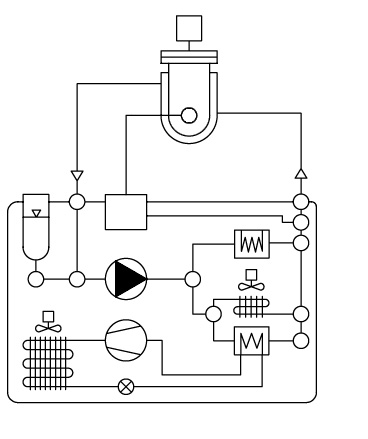
Thermodynamisches Funktionsprinzip von Unistat-Temperiersystemen

Huber wurde mehrfach mit dem Gütesiegel „Top 100 Innovator“ ausgezeichnet. Der von compamedia ausgetragene Wettbewerb ermittelt in Zusammenarbeit mit der Wirtschaftsuniversität Wien die Innovationsfähigkeit von mittelständischen Unternehmen in Deutschland. 2018 wurde Huber zum „Innovator des Jahres“ in der Größenklasse über 200 Mitarbeiter gewählt.
Zum 13. April 2023 erfolgte die Umwandlung der ursprünglichen Aktiengesellschaft (AG) in eine Europäische Gesellschaft (SE).

## Produkte
Das Unternehmen produziert Temperiergeräte für Anwendungen in Labor, Technikum und Produktion. Mit den Produkten werden beispielsweise Forschungsaufbauten temperiert oder temperaturabhängige Material- und Werkstoffprüfungen durchgeführt. Die Geräte erreichen Temperaturen von −125 bis +425 °C bei einer Genauigkeit von 1/100 °C und werden in zahlreichen Industriebranchen eingesetzt, z. B. in den Bereichen Chemie, Pharma, Biotech, Automotive, Halbleiter, Baustoffe, Kosmetik, Lebensmittel, Treibstoffe sowie für die Luft- und Raumfahrt. Zu den häufigsten Einsatzgebieten zählen verfahrenstechnische Anlagen in der chemischen Industrie, z. B. doppelwandige Reaktionsgefäße für chemische Synthesen. Für viele Anwendungen liefert das Unternehmen spezielle Sondergeräte. Das Produktsortiment umfasst dynamische Temperiersysteme (Unistate) sowie Umwälzkühler (Unichiller, Minichiller) und klassische Bad- und Umwälzthermostate (Ministate, Rotostat, Variostat).

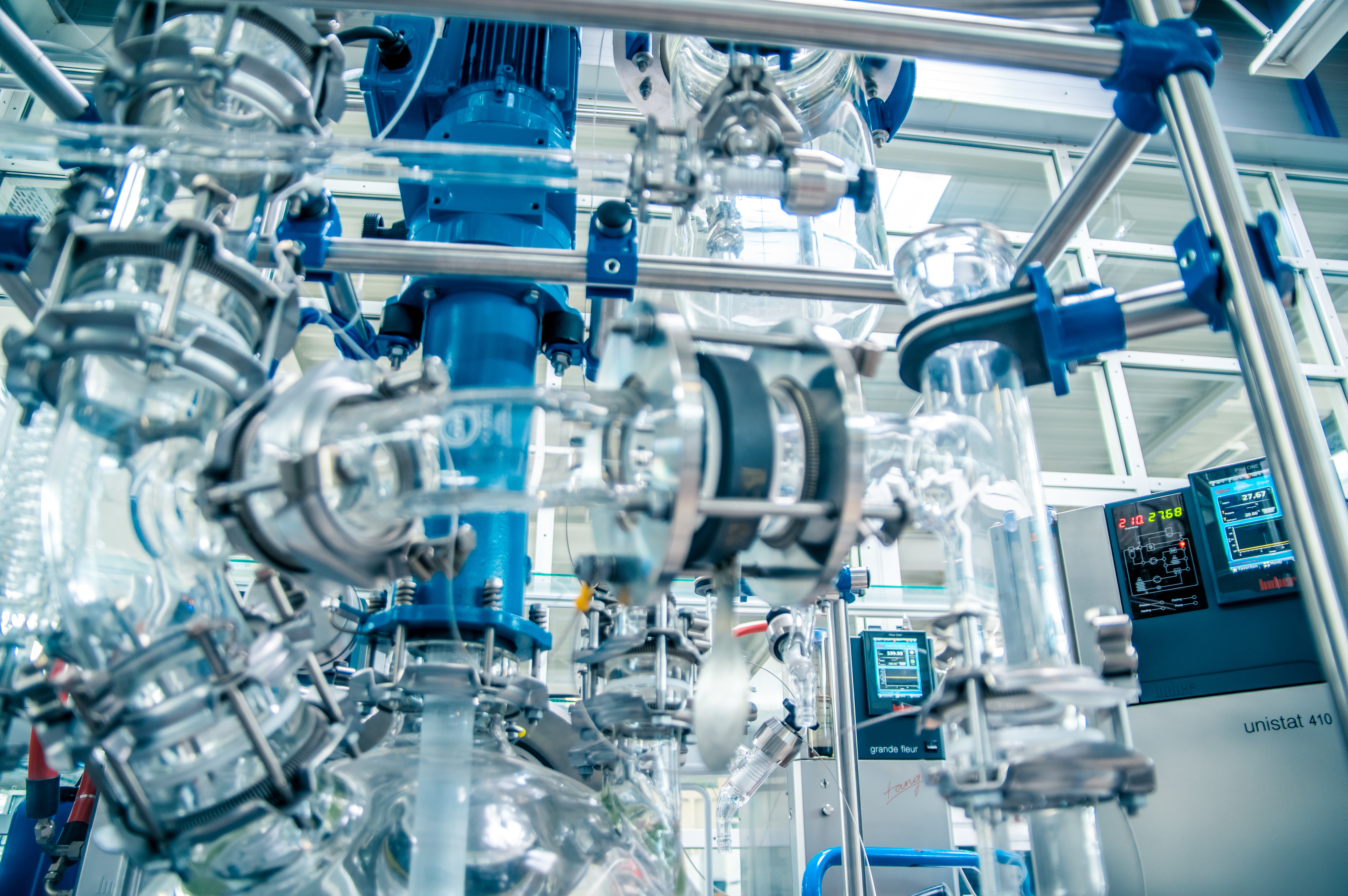
Reaktorsystem für die chemische Verfahrenstechnik mit Unistat

Eine weitere Verbesserung der Flüssigkeitstemperiertechnik brachte die Einführung der Unistate im Jahr 1989. Im Vergleich zu Wärme-Kälte-Umwälzthermostaten unterscheiden sich Unistate aufgrund ihrer thermodynamischen Eigenschaften. Im Gegensatz zu offenen Badumwälzthermostaten arbeiten Unistate mit einem geschlossenen, hydraulisch dichten Flüssigkeitskreislauf. Für thermisch bedingte Volumenänderung bei extern geschlossenen Systemen ersetzt ein Ausdehnungsgefäß das konventionelle Badgefäß. Zur Temperierung offener Bäder wird das Expansionsgefäß abgesperrt. Durch dieses Prinzip verringern sich die zu temperierenden Massen und damit erhöhen sich die Temperaturänderungsgeschwindigkeiten. Durch das geringe interne Flüssigkeitsvolumen erreichen Unistate Abkühlgeschwindigkeiten von mehreren hundert Kelvin pro Stunde. Die technischen Angaben entsprechen der DIN 12876, dort gibt z. B. die Kälteleistungsdichte [Watt/Liter] Auskunft über die Temperierleistung und -dynamik.

## Auszeichnungen
- 1986: Innovationspreis des Landes Baden-Württemberg (Dr.-Rudolf-Eberle-Preis) für die Entwicklung des Rotostat (Arbeitsplatz für Rotationsverdampfer mit neuartigem Energiekonzept ohne Abwasserbelastung und ohne Wasserverschwendung).
- 2015: Aufnahme in das „Lexikon der deutschen Weltmarktführer“[8]
- 2016: Preisträger beim Wettbewerb „Großer Preis des Mittelstandes“ der Oskar-Patzelt-Stiftung[9]
- 2016: Auszeichnung Umweltpreises für Unternehmen[10]
- 2018: „Innovator des Jahres 2018“ beim TOP 100-Wettbewerb[11]

## Struktur
Das familiengeführte Unternehmen befindet sich in Privatbesitz. Die vier Kinder des Gründers sind als Vorstände eingesetzt. Unternehmensgründer Peter Huber ist am 12. Juni 2018 im Alter von 77 Jahren verstorben. Huber beschäftigt ca. 300 Mitarbeiter (Stand: September 2017). Im Unternehmen wurden über 180 Kälteanlagenbauer (heute: Mechatroniker/in für Kältetechnik) ausgebildet. Es ist international mit eigenen Niederlassungen und Handelspartnern tätig. Anfang 2017 übernahm die Firma Huber die Firma Van der Heijden Labortechnik GmbH.